# Helina auricolis
Helina auricolis är en tvåvingeart som beskrevs av Oliveira Albuquerque 1980. Helina auricolis ingår i släktet Helina och familjen husflugor. Inga underarter finns listade i Catalogue of Life.